# Estación de Sant Sebastià
Sant Sebastià es una estación del teleférico del puerto. Está ubicada en la Torre San Sebastián en el barrio de la Barceloneta. Dispone de un ascensor para subir desde la calle a la estación.
| << cabecera | < estación | línea                 | estación > | cabecera >> |
| ----------- | ---------- | --------------------- | ---------- | ----------- |
| terminal    | terminal   | Teleférico del puerto | Jaume I    | Miramar     |